# Christian Frisch (Radsportler, 1938)
Christian Frisch (* 1938 in Donawitz) ist ein ehemaliger österreichischer Radrennfahrer und nationaler Meister im Radsport.

## Sportliche Laufbahn
Bei seiner ersten Österreich-Rundfahrt 1958 wurde er als 16. klassiert. Frisch startete insgesamt neunmal bei der heimischen Rundfahrt, gewann insgesamt vier Etappen und beendete alle Rundfahrten. Zweimal, 1966 und 1967, wurde er Großglocknerkönig, d. h. er überquerte den Großglockner auf der jeweiligen Etappe als Erster. Sein bestes Rundfahrtergebnis war der dritte Platz 1964 beim Sieg von Edy Schütz. Ebenfalls 1958 hatte er seinen ersten Auslandseinsatz für die Nationalmannschaft bei der Polen-Rundfahrt, die er als 51. beendete. 
Frisch gewann 1966 die Staatsmeisterschaft von Österreich im Straßenrennen vor Hans Furian und holte einen Etappensieg in der Niederösterreich-Rundfahrt.